# Cantaxantina

Estructura de la cantaxantina.

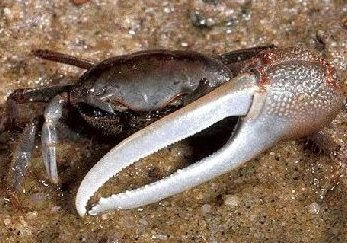
Crustáceos.

La cantaxantina (Nombre IUPAC: 2,4,4-Trimetil-3-[(1E,3E,5E,7E,9E,11E,13E,15E,17E)-3,7,12,16-tetrametil-18-(2,6,6-trimetil-3-oxo-1-ciclohexenil)octadeca-1,3,5,7,9,11,13,15,17-nonaenil]-1-ciclohex-2-enona)) es un carotenoide perteneciente a la categoría de xantofilas. Su fórmula química es C40H52O2 y su número de aditivo alimentario es número E E161g.
Originalmente fue aislada del hongos (Cantharellus cinnabarinus). También se halla en clorofitas, bacterias (Bradyrhizobium), crustáceos, y diversos peces. [1:5]
En Gran Bretaña la cantaxantina está autorizada como aditivo de pollos, y nutriente y colorante para truchas y salmón [2]. La Unión Europea ha establecido un límite de 80mg/Kg de alimento.
En Argentina,  la Administración Nacional de Medicamentos, Alimentos y Tecnología Médica (ANMAT) por disposición 6921/2018, prohibió "el uso y comercialización en todo el territorio nacional de todas las especialidades medicinales que contengan Cantaxantina como Ingrediente Farmacéutico Activo (IFA), en todas sus formas farmacéuticas, concentraciones y presentaciones".

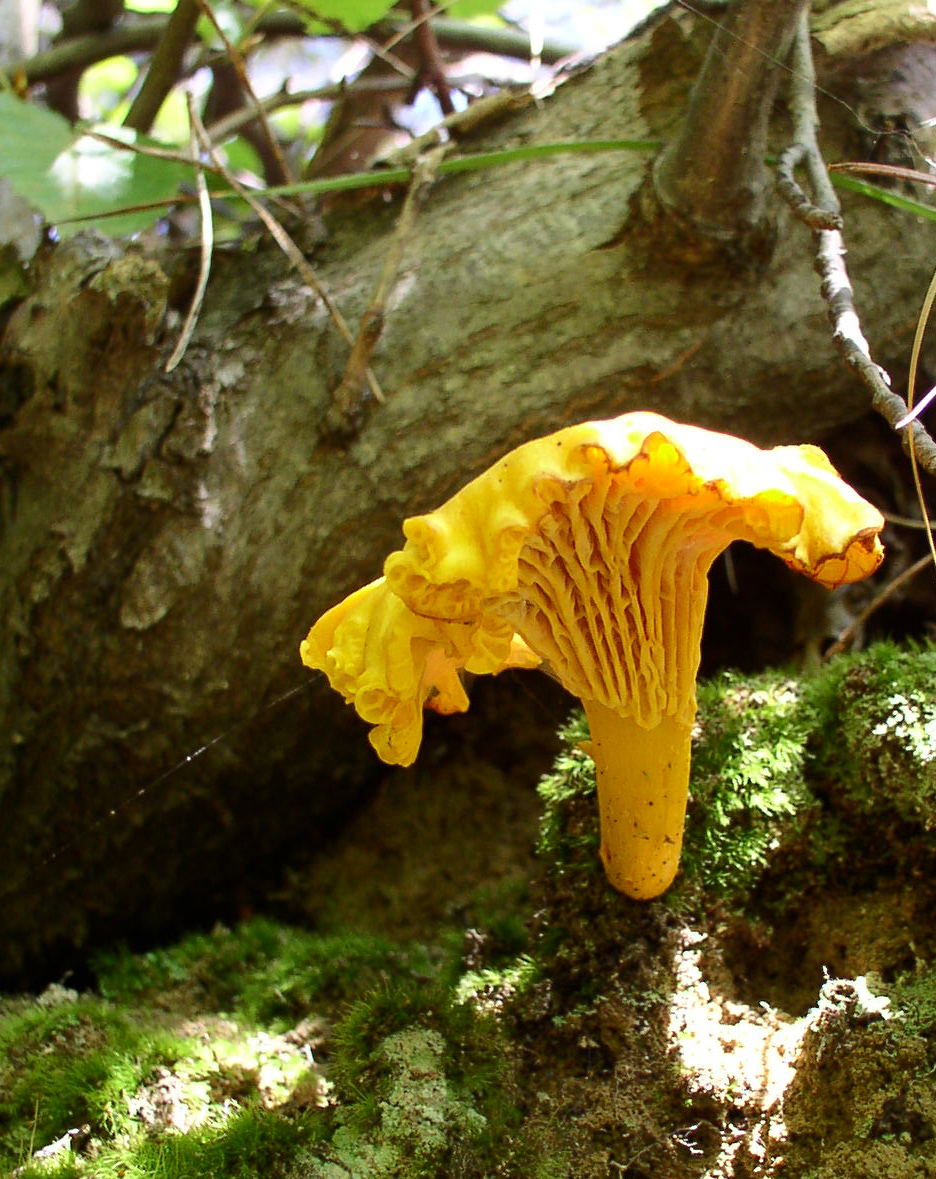
Cantharellus.

## En peces
La cantaxantina no se encuentra en el Salmón del atlántico, pero es el carotenoide secundario en el salmón del Pacífico [1:5]
La cantaxantina se emplea en acuacultura de truchas [1:7].
Canthaxantina se emplea asociado a astaxantina para forraje de salmón [1:8].
,

## Efectos secundarios
Se han descrito casos de retinopatía cristaliniana asociada a la ingesta de este carotenoide en productos autobronceadores orales.